# شکستن (فیلم ۲۰۱۳)
شکستن (به انگلیسی: Breakout) فیلمی محصول سال ۲۰۱۳ و به کارگردانی دامیان لی است. در این فیلم بازیگرانی همچون دامینیک پرسل، برندن فریزر، اتان سوپلی، دانیل کش و ایمی پرایس-فرانسیس ایفای نقش کرده‌اند.